# Forbrug (økologi)
 For alternative betydninger, se Forbrug. (Se også artikler, som begynder med Forbrug)
Man taler om forbrug, når en organisme optager og bruger dele af de naturlige ressourcer. Forbrug medfører næsten altid, at der opstår affald, så hvis mange organismer har samme forbrug på samme sted, vil der også opstå ophobning af affald. Det kan så – måske – bruges som ressource for en eller flere andre organismer.
Kun i de tilfælde, hvor de naturlige kredsløb er afbrudt, vil forbrug føre til ulidelige affaldsproblemer. Desværre er det netop karakteristisk for menneskers forbrug, at det sker under forhold, hvor kredsløbene er afbrudt.